# Marantz
La Marantz è una società specializzata nella produzione di apparecchiature Hi-Fi audio e video.

Il marchio, fondato dallo statunitense Saul Marantz, è da lungo tempo posizionato al top del mercato dell'alta fedeltà audio.

## Storia
- 1952: Saul Marantz vende il suo primo prodotto, il preamplificatore "Consolette"
- 1964: Marantz viene acquistata da  Superscope
- 1966: Iniziando con il modello 25, e successivamente 22 e 28, la Marantz inizia a produrre i suoi prodotti in Giappone grazie alla collaborazione con la Standard Radio Corp.
- 1975: La Standard Radio Corp. cambia il suo nome con Marantz Japan Inc.
- 1980: La Superscope vende la sezione Marantz (ad eccezione degli stabilimenti negli USA ed in Canada) alla Philips
- 1992: La Philips acquista anche gli stabilimenti negli USA ed in Canada
- 2002: La Marantz Japan e la Denon si uniscono nella D&M Holdings. Più avanti si vengono ad unire al gruppo anche altre sezioni di marchi come McIntosh Laboratory e Boston Acoustics.
- 2008: La Philips vende le quote residue possedute nel capitale di D&M Holdings, mettendo fine a un rapporto con Marantz durato 28 anni.
- 2014: Marantz Professional viene acquisita da inMusicBrands
- 2017: Marantz viene acquisita da Sound United
- 2019: Ken Ishiwata muore